# Hilversum 3
Hilversum 3 was een Nederlandse publieke radiozender van 11 oktober 1965 tot en met 30 november 1985. Na de zenderkleuring op 1 april 1979 werd het station uiteindelijk per 1 december 1985 omgedoopt in Radio 3, dat per 1 januari 1994 verder ging als Radio 3FM en vanaf 1 september 2003 als 3FM. Sinds 19 augustus 2014 heet de radiozender NPO 3FM.

## Zenders

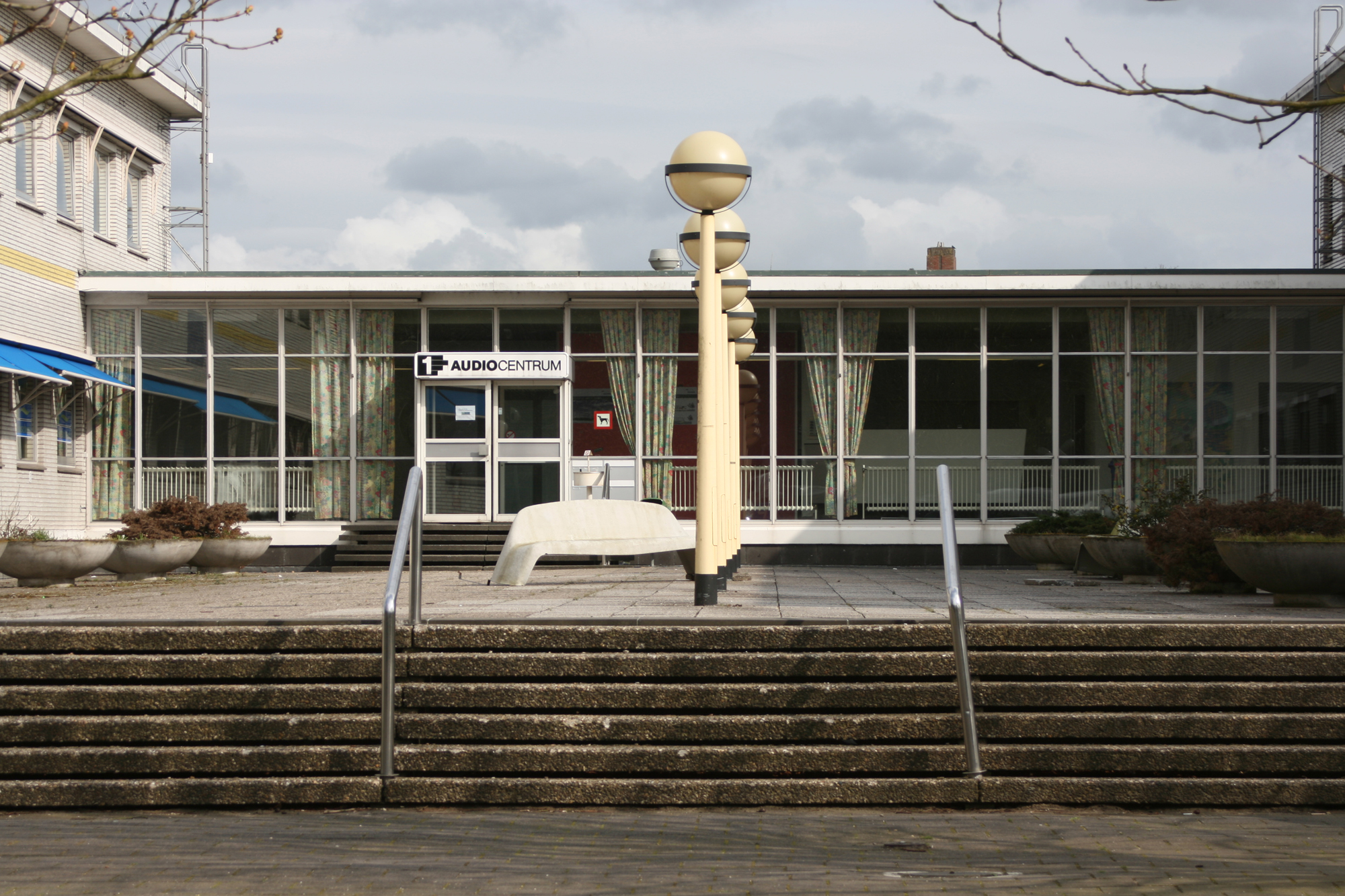
De hoofdingang van het NOS Audiocentrum (voorheen Muziekpaviljoen), waar de studio's van Hilversum 3 waren gehuisvest

Het was onder druk van de publieke opinie dat minister Maarten Vrolijk van Cultuur de publieke omroepen dwong tot het oprichten van een lichtemuziekzender.
De eerste uitzending vond plaats op maandag 11 oktober 1965 omstreeks 09.00 uur door minister Vrolijk onder het motto "Lichte muziek ter begeleiding van uw dagelijkse bezigheden uitgezonden tijdens de werkuren". Hilversum 3 was de eerste Nederlandse publieke radiozender met een specifiek doel: lichte muziek. De zender werd opgericht als antwoord op de populaire zeezender Radio Veronica. De uitzendingen van Hilversum 3 waren in eerste instantie alle dagen van de week te horen van 09.00 tot 18.00 uur. De 63 uren zendtijd werden verdeeld onder de omroepverenigingen AVRO, KRO, NCRV en VARA.
In heel Nederland werd een derde FM-net gerealiseerd voor Hilversum 3. In Noordoost-Nederland werd de RONO ook via het derde net uitgezonden (o.a. via zender Markelo 98,4 MHz). De regionale omroep startte om 18:00 uur, zodra Hilversum 3 stopte. Datzelfde gold in Limburg voor de programma's van de Regionale Omroep Zuid (o.a. via zender Roermond 94,5 MHz). Hilversum 2 werd vanaf toen in die regio's niet meer onderbroken voor de regionale programma's. In de rest van Nederland was het derde net uitsluitend bestemd voor Hilversum 3 (o.a. zender Lopik 98,9 MHz).
Vanaf 28 december 1965 zond men ook uit via de middengolfzender Jaarsveld op 240 meter (1250 kHz, 10 kilowatt). Er werd in de maanden november tot en met februari uitgezonden van 9:00 tot 15:30 uur, in de maanden maart, april, september en oktober van 9:00 tot 17:00 uur en in de maanden mei tot en met augustus van 9:00 tot 18:00 uur, hoewel in de laatste vier genoemde maanden gebruik van deze zender zou mogen worden gemaakt van 7:00 tot 19:00 uur. Dit beperkte gebruik van deze middengolfzender was om tijdens de avond- en nachturen storing aan zenders in Ierland en Hongarije, die deze frequentie ook gebruikten, te voorkomen. Hilversum 3 was op de middengolf niet in het gehele land te ontvangen. Op 31 maart 1969 wisselden Hilversum 2 en 3 van FM-frequentie. Vanaf 1975 kreeg Hilversum 2 een beter FM-net, waardoor de regionale AM-steunzenders werden ingezet voor Hilversum 3.
Later werd de middengolfzender Lopik op 674 kHz, 445 m, 20 kilowatt ingezet voor Hilversum 3. Deze sterke frequentie is ook vaak in een TROS jingle op de befaamde donderdag te horen geweest: "...and now, more music on The Big Four-Four-Five", wat sloeg op de golflengte 445 m. Deze golflengte kwam overeen met de frequentie 674 kHz. Op 23 november 1978 werd de frequentie gewijzigd naar 675 kHz, waardoor de golflengte veranderde naar 444 m. Door een herindeling van het zenderpark in 1980 kon het vermogen van de middengolfzender omhoog naar 120 kW.
Om via de FM-uitzending in stereo te kunnen uitzenden, was een nieuwe dj-tafel nodig, omdat de oude tafel nog mono was. Deze stereo NOS dj-tafel werd op woensdag 3 september 1975 tussen 18:00 en 19:00 uur tijdens het NOS-programma Joost mag niet eten door dj Joost den Draaijer in gebruik genomen.

## Uitzending
Fanfare Rock van Horst Fischer was de eerste plaat die op Hilversum 3 werd gedraaid.
De KRO was de eerste omroep die op Hilversum 3 uitzond. Onder meer Henk Terlingen, Henk Bongaarts (thans bekend onder zijn alias Henk van Dorp), Ted de Braak, Bob Bouber, Johnny Hoes, Donald de Marcas en Henk Bouwman maakten programma's voor de KRO op Hilversum 3. Terlingen had onder meer het typetje Hullekie Dullekie dat verzoekplaten draaide. Meta de Vries, Cees van Zijtveld, Theo Stokkink, Krijn Torringa en vanaf medio 1976 Hans van der Togt presenteerden voor de AVRO op Hilversum 3. Muziekmozaïek van Willem Duys verhuisde van Hilversum 2 naar Hilversum 3. Namens de VARA presenteerden Herman Stok en Felix Meurders.
In het begin werd er alleen overdag uitgezonden van 9:00 tot 18:00 uur, vanaf oktober 1971 vanaf 7:00 uur, vanaf oktober 1972 ook in de avonduren tot 1 uur in de nacht en vanaf 15 oktober 1973 24 uur per dag.
Toen op zondag 1 april 1979 de zenderkleuring werd ingevoerd gingen de nachtuitzendingen naar Hilversum 1 maar met de Hilversum 3 dj's. Er werd nu uitgezonden van 7:00 uur (zondag 8.00 uur) tot middernacht. Pas op 5 oktober 1992 keerden de nachtuitzendingen terug.
Tot 6:55 uur, in 1974 en 1975 om 5:55 uur ook op zondag en op vrijdag 4:55 uur, was de zender uit de lucht behalve om 6:30 uur wanneer de waterstanden werden voorgelezen en vanaf 6:55 uur (zondag 7:55 uur) klonk, zoals op veel zenders gebruikelijk in die tijd, het pauzeteken; voor Hilversum 3 was dat een synthesizer die de eerste tonen van het Wilhelmus speelde, met daarna de woorden "Hilversum 3", ingesproken door Henk Mouwe. Ook na de zendersluiting klonk het Wilhelmus en daarna was er alleen ruis.
Over de vraag in hoeverre Hilversum 3 een echt alternatief was liepen de meningen uiteen, omdat de zender gevuld werd door de bestaande omroepverenigingen die om toerbeurt een dag met een eigen muzikale inhoud mochten verzorgen. Daarmee ontstond het beeld dat de zender geen eigen gezicht had. Nadat de zeezender Radio Veronica per 31 augustus 1974 noodgedwongen moest stoppen, ging het marktaandeel van Hilversum 3 steeds meer omhoog. Al snel werd het de best beluisterde zender van Nederland. 

### Verticale programmering
Hilversum 3 maakte veelal gebruik van een zogenaamde verticale programmering. Iedere dag zond een andere omroep uit, waardoor iedere dag anders klonk. Van 1 mei 1974 tot 28 december 1975 wordt gekozen voor horizontale programmatitels zoals Drie op je boterham, Pep op drie, Drie draait op verzoek, Drie tussen de middag en Drie loopt achter. Elke omroep die uitzendt heeft zijn eigen mensen maar de programma's hebben één naam. De EO op vrijdagmorgen deed echter niet mee. Vaak bleef de omroep echter de eigen naam ook nog als ondertitel gebruiken.
Sinds maandag 30 september 1974 had men de AVRO-maandag, VARA-dinsdag, KRO-woensdag, TROS-donderdag en NCRV-zaterdag. Op vrijdag zond de EO in de ochtend uit terwijl de NCRV in de late ochtend en begin van de middag uitzond en de NOS in de latere middag. Veronica had vanaf 28 mei 1976 1 uur zendtijd op de vrijdagavond tussen 19:00 en 20:00 uur en werd in januari 1979 met 2 uur  uitgebreid ten koste van de NOS. Bij het bereiken van de C status vanaf 6 april 1979 werden de uren in de middag verder uitgebreid, terwijl de VPRO de rest van de avond uitzond. Op zondag zond de AVRO in de ochtend uit, de NOS in de middag en de KRO in de avond. In tegenstelling tot de vaste tv-avonden die jaarlijks wisselden op 1 oktober, bleven de vaste radiodagen ongewijzigd.
Enkele radioprogramma's van de NOS werden wel sinds 1972 horizontaal geprogrammeerd: Joost mag niet eten met Joost den Draaijer, NOS Maal met Joost den Draaijer, Felix Meurders en Frits Spits en De Avondspits met Frits Spits. (Echter niet op zondag omdat er dan pas om 8:00 uur werd begonnen in plaats van 7:00 uur).
De TROS kreeg vanaf 3 oktober 1974 door het behalen van de A-status zendtijd uitbreiding op Hilversum 3 en kreeg de hele donderdag ter beschikking, De beste dag op 3, dat vanaf die dag tot en met 20 mei 1976 de Tipparade, de tipplaat Alarmschijf, de Nederlandse Top 40 en de Soulshow ging uitzenden en vanaf Hemelvaartsdag 27 mei 1976 de TROS Europarade, de Polderpopparade en de eigen tipplaat de TROS Paradeplaat. Vanaf 1 juni 1978 t/m 21 november 1985 had de TROS de eigen, goed beluisterde hitlijst; de TROS Top 50. (de best beluisterde radiodag met diskjockeys zoals Ron Brandsteder, Hugo van Gelderen, invaller Robbie Dale, Ferry Maat, Tom Mulder, Annie de Reuver, Ad Roland, Hugo van Gelderen en Gerard de Vries).
Vanaf 1982 kreeg de Veronica meer zendtijd op vrijdag na het behalen de zogenaamde B-status, waardoor de omroep vanaf 8 oktober 1982 op vrijdag meer zendtijd kreeg op Hilversum 3 ten koste van de EO, NCRV en VPRO terwijl de AVRO, VARA, TROS en KRO op zondag zendtijd moesten af staan aan de NOS. Op 6 december 1985 bij het behalen van de A-status kreeg het de volle vrijdag ter beschikking ten koste van de EO, NCRV en VPRO. (invoering zender profilering en hernoeming stationsnaam naar Radio 3 per 1 december 1985), met diskjockeys als Lex Harding, Erik de Zwart, Bart van Leeuwen, Peter Teekamp, Adam Curry, Jeroen van Inkel en Alfred Lagarde.
De KRO ondervond vanaf mei 1982 op woensdag veel concurrentie van Veronica op Hilversum 1. Veronica bood op die dag een alternatief aan met programma's met populaire muziek zoals Muziek Terwijl u Werkt, Terug In de Tijd en Nederland Muziekland. In oktober 1983 haalde die omroep dan ook Peter Koelewijn als Hilversum 3 dj voor de ochtendshow binnen in de hoop luisteraars van Veronica terug te winnen, wat maar gedeeltelijk lukte. Daarom verplaatste de KRO vanaf 7 oktober 1984 zijn vaste uitzenddag woensdag naar de zondag.
De EO die al op vrijdagochtend uitzending had kreeg in 1984 nu ook op woensdagochtend uitzending zodat er op 2 ochtenden in de week geen popmuziek werd uitgezonden maar country, gospel en op vrijdagmorgen zelfs geestelijke liederen en psalmen. De VPRO kreeg op de woensdagmiddag en -avond zendtijd en zond alternatieve popmuziek uit. Alleen van 16:00 tot 19:00 uur was er toen echte popmuziek te beluisteren op Hilversum 3 via de NOS met de Nationale Hitparade en De Avondspits. De NOS kreeg voor een jaar op vrijdag van 10.00 tot 13.00 uur zendtijd ten koste van de NCRV. De woensdag en de vrijdagochtend waren zodoende de minder goed beluisterde uren, omdat de omroepen van die dag een programmering voorschotelde die minder aansprak en men op woensdag met Veronica op Hilversum 1 een alternatief had. Op 6 december 1985 verdween de EO van de vrijdagochtend maar bleef op de woensdagochtend.

### Programma's
Op Hilversum 3 werden programma's uitgezonden die naam maakten in het Nederlandse radiolandschap zoals:
- Los Vast (NCRV) met Eddy Becker, sinds 1978 Gert van Brakel en sinds 1980 Jan Rietman. Populaire muziek ook live uitgezonden vanaf diverse locaties, waaronder de beroemde concerten in De Kuip met aansluitend als onderdeel de Dik Voormekaarshow, een komisch radioprogramma van André van Duin en Ferry de Groot.
- Weeshuis van de hits (KRO) met Peter van Bruggen, die geassisteerd werd door het (fictieve) weesjongetje Morrison.
- Hitweek en Tijd voor toen (KRO) met Tom Blomberg en sinds 1989 Rocky Tuhuteru.
- Manneke Pop (KRO) met Peter van Dam
- KRO-ORK, (KRO) met Ruud Hermans
- Paviljoen Drie (VARA), waarin parlementáár medewerker Dolf Brouwers onzinnige telefoongesprekken voerde.
- Steen en Been Show (VARA) met Jack Spijkerman, die vele plaatjes begeleidde op zijn neusfluitje of mondharmonica en onzinnige telefoongesprekken voerde.
- Vara's Vuurwerk (VARA) met Henk Westbroek.
- Verrukkelijke 15 (VARA) met o.a. Jeroen Soer, Rob Stenders en Luc van Rooij.
- Dubbellisjes (VARA) met Peter Holland en oom Ben
- VPRO-vrijdag op Drie met Germaine sans gêne (VPRO) met Germaine Groenier
- Ronflonflon (VPRO) met Jacques Plafond, waarin de presentator dwars door de platen heen praatte en zijn mening over een plaat niet onder stoelen of banken stak.
- Soulshow (TROS) met Ferry Maat waarin veel soul- en discomuziek werd gedraaid. Dit programma werd ook al uitgezonden via Radio Noordzee Internationaal, maar beleefde op de TROS-donderdag zijn hoogtij-dagen.
- Havermoutshow (TROS) met Tom Mulder best beluisterde ochtendshow op de Nederlandse radio vanaf mei 1979 tot mei 1987.
- Boter, klaas en prijzen sinds 1979 vijftig pop of een envelop (TROS) met Tom Mulder best beluisterde spelprogramma ooit op de Nederlandse radio.
- TROS Europarade (TROS) met Ferry Maat en later Ad Roland de beste Europese hits in een overzicht.
- Polderpopparade (TROS) de beste Nederlandstalige hits met Ad Roland.
- De LP show (TROS) met Wim van Putten.
- Hilversum 3 Top 30/Nationale Hitparade (NOS/TROS) vanaf 23 mei 1969 tot 31 januari 1993 met onder anderen Felix Meurders, Frits Spits, Tom Blomberg, Ferry Maat, Peter Teekamp, Martijn Krabbé en Daniel Dekker.
- TROS Top 50 (TROS) met Ferry Maat, Ad Roland, Kas van Iersel, invaller Peter van Dam en Erik de Zwart.
- de Nederlandse Top 40 (TROS) met Ferry Maat vanaf 3 oktober 1974 tot en met 20 mei 1976 en (Veronica) met Lex Harding, Erik de Zwart en Gijs Staverman vanaf 28 mei 1976 tot en met 18 december 1993.
- Gouden Uren (TROS) met o.a. Ad Roland, Ferry Maat, Peter Teekamp (vanaf 7 april 1988), Daniël Dekker en Edwin Diergaarde.
- TROS Nachtwacht (TROS) met o.a. Peter van Dam, Ferry Maat, Ad Roland, Tom Mulder, Daniel Dekker.
- Arbeidsvitaminen (AVRO) met diverse dj's.
- Hollands Glorie (AVRO) met Krijn Torringa.
- Candlelight (AVRO) met Jan van Veen.
- De Avondspits (NOS) met Frits Spits het enige horizontaal geprogrammeerde programma, van maandag t/m zaterdag tussen 18:00 en 19:00 uur.
- Bart en de Zwart (Veronica) met Bart van Leeuwen en Erik de Zwart.
- Curry en van Inkel (Veronica) met Adam Curry en Jeroen van Inkel. Populairste radioprogramma op de vrijdagavond van 12 oktober 1984 tot en met 16 oktober 1987.

- Countdown Café (Veronica) met Alfred Lagarde en Kees Baars

### Hitschijven
In de jaren zeventig hadden de omroepen (behalve de TROS die vanaf 3 oktober 1974 t/m 20 mei 1976 de Alarmschijf als hitschijf op donderdag draaide) de koppen bij elkaar gestoken en gezamenlijk de Troetelschijf omarmd, in antwoord op de Alarmschijf van zeezender Radio Veronica en later de TROS. Maar toen Veronica als Aspirant omroep vanaf 28 mei 1976 de Alarmschijf weer neer ging zetten in haar eigen zendtijd op Hilversum 3, wilde elke omroep een eigen hittip hebben, waarbij doublures zeker niet waren uitgesloten.
De schijven:
- Maandag AVRO's Radio en TV-Tip
- Dinsdag VARA's Parkeerschijf
- Woensdag KRO's Kiesschijf later VPRO Disque Pop de la Semaine
- Donderdag TROS Paradeplaat
- Vrijdag Veronica Alarmschijf
- Zaterdag NCRV Exclusiefschijf (sinds 1976), later Favorietschijf (vanaf 1978)
- Zondag KRO Speciale aanbieding (sinds 7 oktober 1984)

Vervolgens verkoos Frits Spits van de NOS in De Avondspits een NOS Steunplaat te hebben en tijdens de Nationale Hitparade een Nationale Toekomst (1982-1983).

### Hitparades
Al snel werden er pogingen ondernomen om een zekere harmonie in de zender aan te brengen. Zo adopteerde men in mei 1969 een eigen hitparade: de Hilversum 3 Top 30 die vanaf april 1971 de naam Daverende Dertig kreeg toebedeeld door Felix Meurders en vanaf eind juni 1974 verderging als de Nationale Hitparade (nog steeds een top 30) met gezamenlijk verkozen Tip 30 en Troetelschijf. Per 1 juni 1978 kwam de TROS met haar eigen TROS Top 50; dit duurde voort tot en met donderdag 21 november 1985.
In hetzelfde jaar dat de Nationale Hitparade startte, begon de TROS vanaf 3 oktober 1974 onverwacht met het uitzenden van de Tipparade, de Nederlandse Top 40 (de opvolger van de Radio Veronica Top 40) en de tipplaat de Alarmschijf; beide hitlijsten en de tipplaat die de TROS als A-omroep naar Hilversum 3 haalde, totdat Veronica als aspirant-omroep dat zelf op zich wilde nemen en beide hitlijsten en de tipplaat per Hemelvaartsdag 27 mei 1976 terug kreeg. Daarop startte de TROS met de TROS Europarade, de Polderpopparade en de tipplaat Paradeplaat. Op 1 juni 1978 werd de TROS Top 50 gestart, waarmee echter op 21 november 1985 werd gestopt door de invoering van de zenderprofilering en naamswijziging naar Radio 3 per 1 december 1985 en de TROS per 5 december 1985 de Nationale Hitparade ging uitzenden op Radio 3.
De AVRO zat ook niet stil en in 1978 dook de Toppop Hitparade op, een opinie-hitlijst waar fanclubs grote invloed op konden uitoefenen. In 1982 stopte de lijst omdat die invloed te groot werd geacht.
Om het aantal hitlijstjes nog verder op te voeren, hanteerden de VARA en de VPRO respectievelijk ook nog de Verrukkelijke 15 en De Moordlijst en de KRO van oktober 1984 - december 1985 de Wereldparade.

### Veranderingen
Op zondag 1 april 1979 werd de zenderkleuring ingevoerd, zodat elke publieke radiozender een eigen profiel kreeg. Hilversum 3 werd het station met voornamelijk popmuziek, waardoor praat- en sportprogramma's moesten verdwijnen. Ook de Vacaturebank, een opsomming van de beschikbare vacatures, dagelijks na het nieuws van 18.00 uur tot 18.10 uur verdween van de zender. NCRV zaterdagsport, de achterban speelde op zaterdag en niet op zondag, bleef wél omdat er op Hilversum 2 op zaterdag geen plaats voor was, maar er werd hierin ook popmuziek gedraaid. 
Een ander afwijkend programma dat mocht blijven was De Muzikale Fruitmand met geestelijke liederen en psalmen van de EO. Door de lezers van de Hitkrant werd nog een actie gevoerd om het programma van Hilversum 3 te weren, omdat deze muziek niet erg door de lezers van de Hitkrant werd gewaardeerd en men popmuziek wenste te horen. Een alternatieve zender was er toen nog niet. Ook Ronflonflon met Jacques Plafond was afwijkend en was meer een hoorspel, maar tussendoor werd wel muziek gedraaid. Ronflonflon was echter wel het best beluisterde VPRO-programma. Ook afwijkend een geen popmuziek waren de programma's bij de AVRO op zondagmorgen, de Ko de Boswachtershow een kinderprogramma,   Sportpanorama, Juist op zondag met tips voor de zondag met Meta de Vries en Muziekmozaiëk met Willem Duys dat nog tot 1982 op de zender te horen was. Van 1979-1981 was op maandagmiddag van 14:00 tot 15:00 Showparade met Hein Simons met Duitse Schlagers.
Op zondagavond zond de NOS programma's uit voor minderheden zoals bijvoorbeeld Radio Thuisland en daarnaast ook nog jazz, ook door de TROS nog tot in 1985 op donderdagavond met Sesjun. De EO zond voornamelijk gospel en countrymuziek uit terwijl de VPRO veelal (onbekende) alternatieve popmuziek uitzond. Daarom hadden deze programma's een relatieve lage luisterdichtheid mede omdat vanaf mei 1982 op woensdag het publieke Veronica op Hilversum 1 populaire programma's uitzond.
Voor het bereiken van de C-status van Veronica in april 1979, kreeg deze omroep per 1 januari 1979 al vast meer zendtijd op de vrijdagmiddag waarbij de NOS moest inleveren en de NOS met de Nationale Hitparade in eerste instantie uitweek naar de woensdagavond van 19:00 tot 19:30 uur maar per 1 april 1979 naar de zondagmiddag verhuisde van 17:00 tot 19:00 uur. De NOS verplaatste Langs de Lijn per 1 april 1979 naar Hilversum 2 welk programma in het kader van de zenderkleuring niet op Hilversum 3 zou thuis horen en kregen VARA en TROS zendtijd op de late zondagochtend en de middag.
De omroepen hadden ook vaste slogans. Zo was er bijvoorbeeld AVRO's maandag muziekdag, de opwindende VARA dinsdag, de TROS donderdag: de beste dag op 3, de volle Veronica vrijdag enzovoort.
Af en toe werd er nog weleens een wijziging in de dagen doorgevoerd, maar Hilversum 3 heeft jarenlang deze verticale programmering weten te handhaven.
Op zondag 1 december 1985 wordt een nieuw schema en de zender profilering voor de Nederlandse publieke radiozenders ingevoerd. Tevens doen de zenders afstand van de historische naam 'Hilversum' en worden ze omgedoopt in 'Radio'. Radio 1 wordt de nieuws- en actualiteitenzender, Radio 2 de lichte muziekzender, Radio 3 de nationale popzender, Radio 4 de klassieke muziekzender en Radio 5 de zender voor o.a. minderheden en gesproken woord. De NOS verloor veel zendtijd op Radio 3, de Nationale Hitparade werd vanaf dat moment uitgezonden door de TROS, die met de TROS Top 50 was gestopt. De NOS behield alleen nog de horizontale uren (De Avondspits) van maandag t/m zaterdag tussen 18:00 en 19:00 uur. Ook werden diverse FM-frequenties van de zenders aangepast.
Per maandag 5 oktober 1992, toen de nationale popzender de hete adem van de commerciëlen in zijn nek voelde, begon men een geheel nieuwe horizontale programmering in te voeren onder een zogenaamde sandwichformule, waarbij onbekende nummers tussen nieuwe hits en gouwe ouwe waren te horen. Zie voor het verdere verloop en uitleg over deze nieuwe manier van uitzenden in het artikel NPO 3FM.

## Trivia
- Herman van Veen maakte in 1984 een nummer met de titel Hilversum III, voor zijn zestiende studioalbum Signalen. In mei dat jaar werd het nummer op vinylsingle uitgebracht.

## Fotogalerij

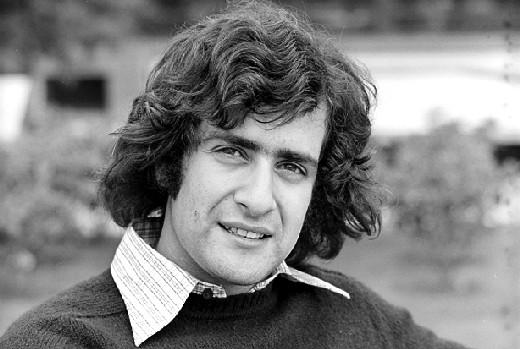
Frits Spits (NOS)
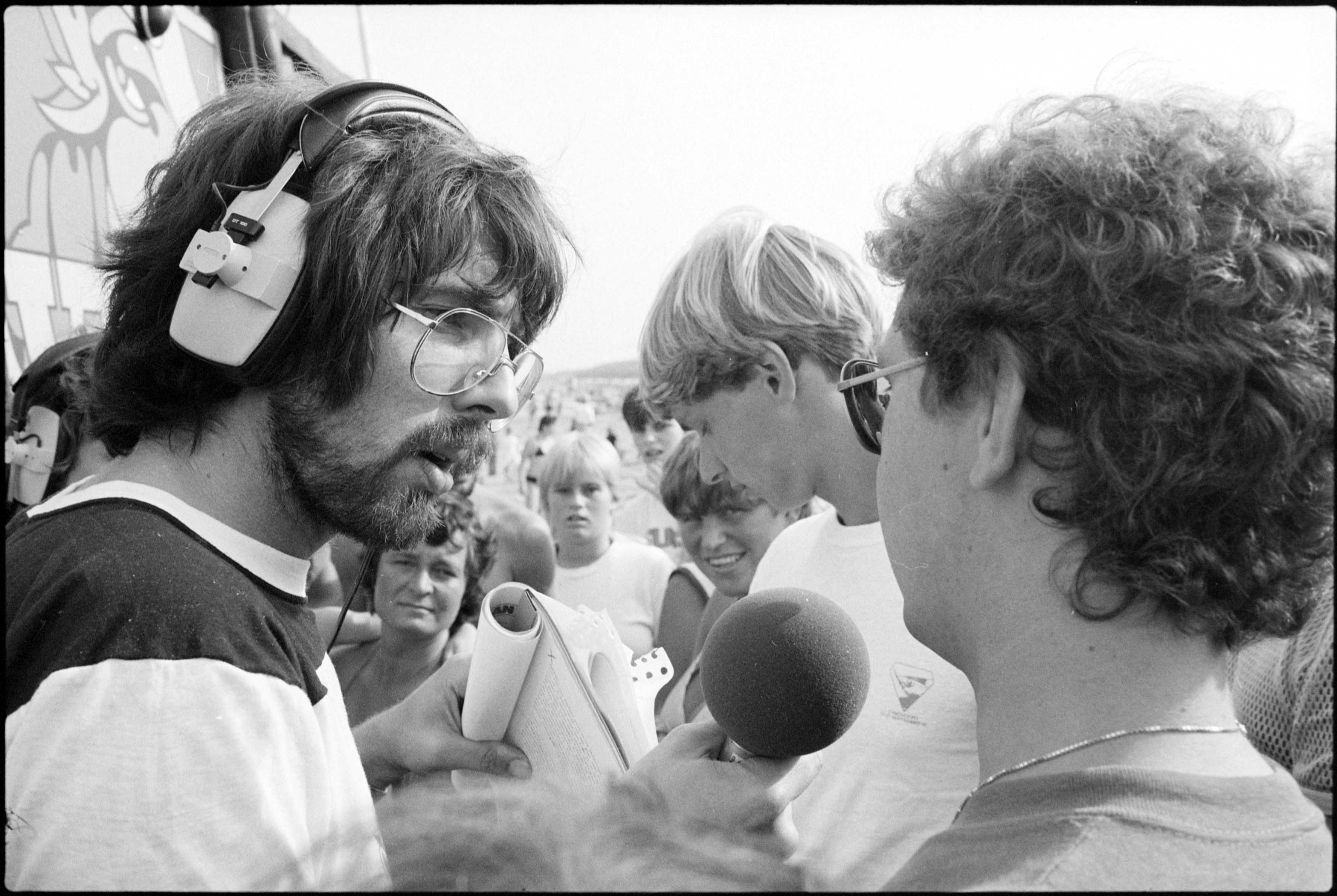
Felix Meurders (VARA)
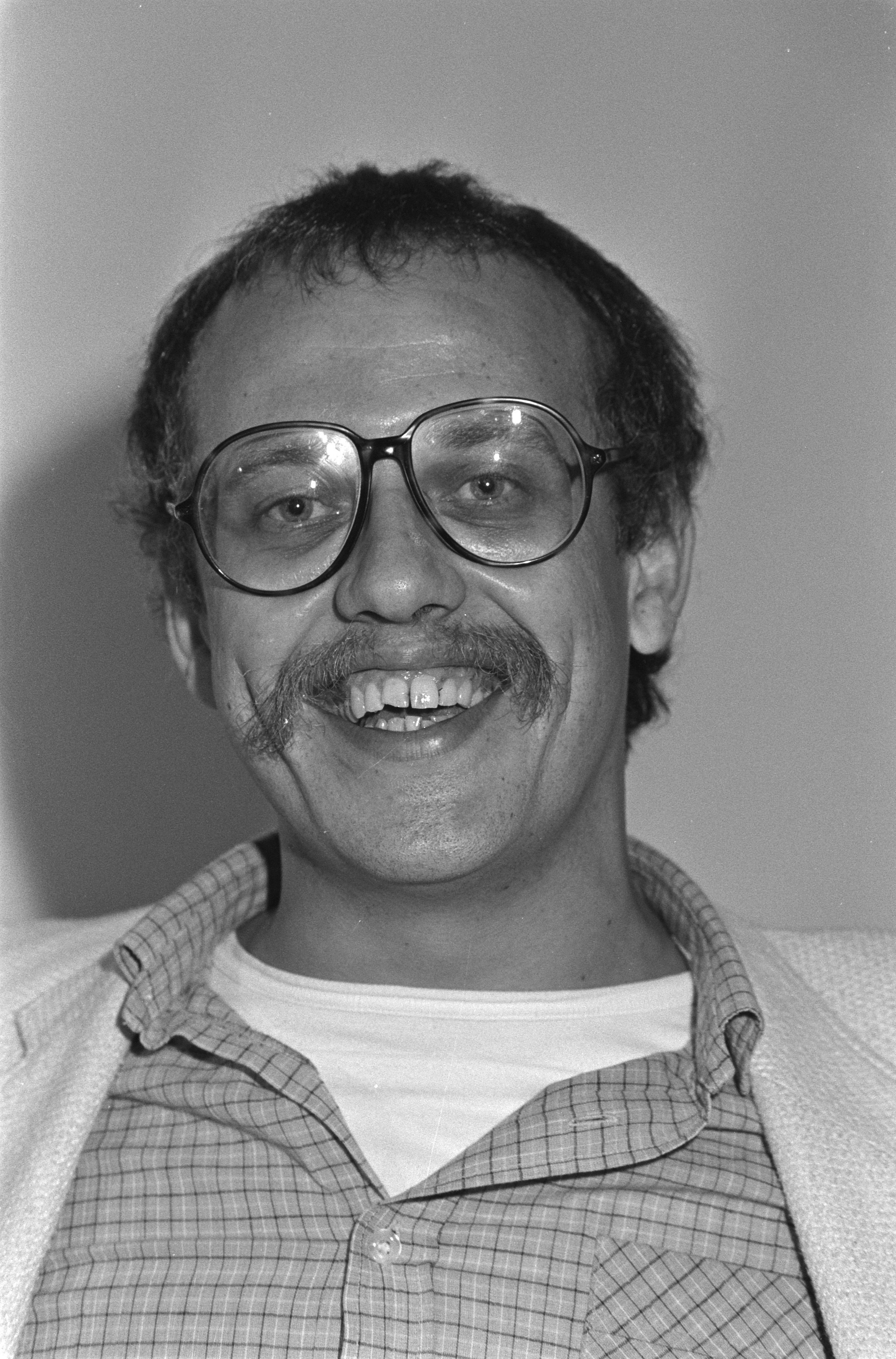
Karel van de Graaf (AVRO)
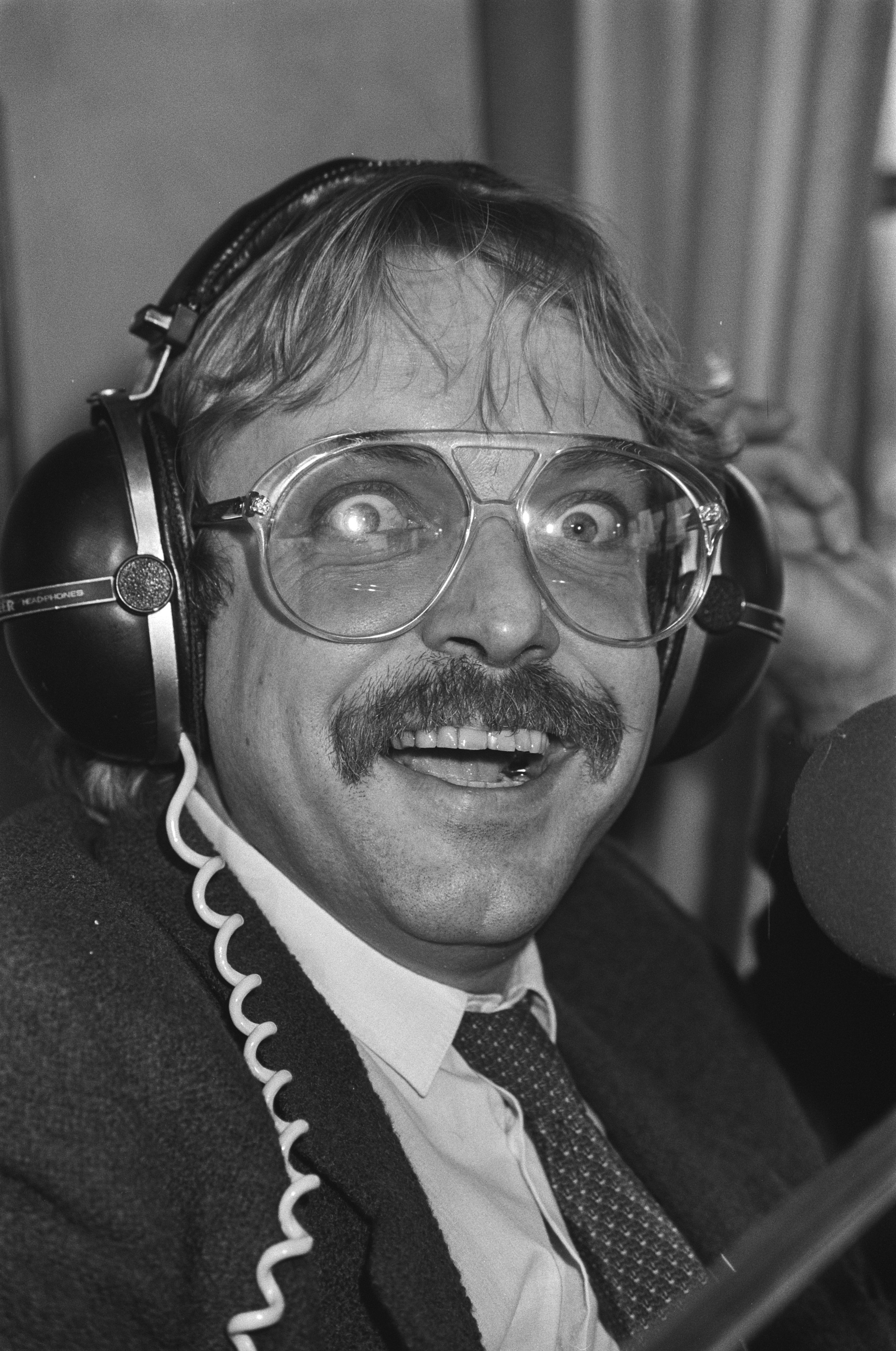
Tom Mulder (TROS)
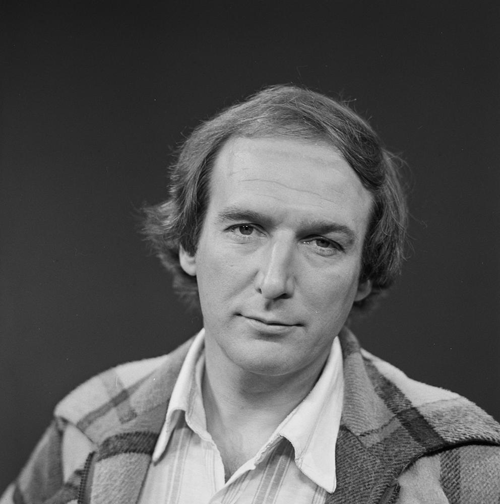
Peter Koelewijn (KRO)
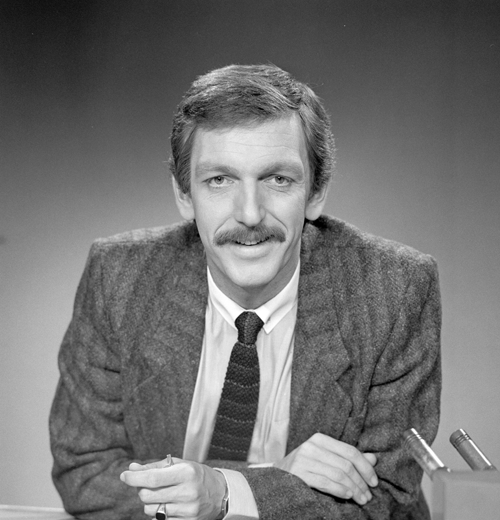
Henk Mouwe (NCRV)
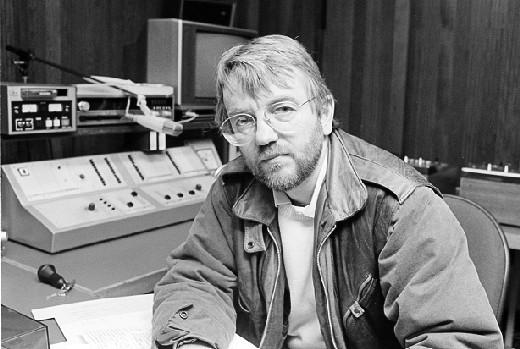
Lex Harding (VOO)
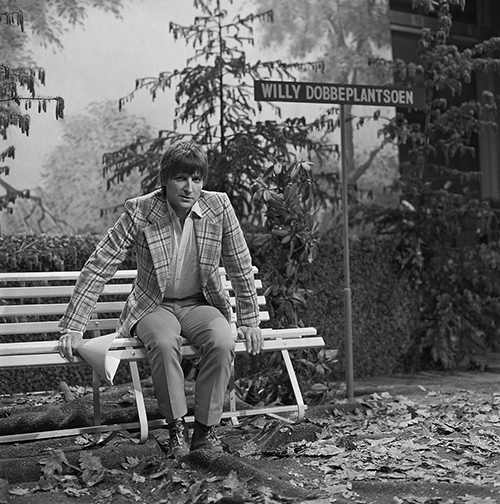
Jacques Plafond (VPRO)
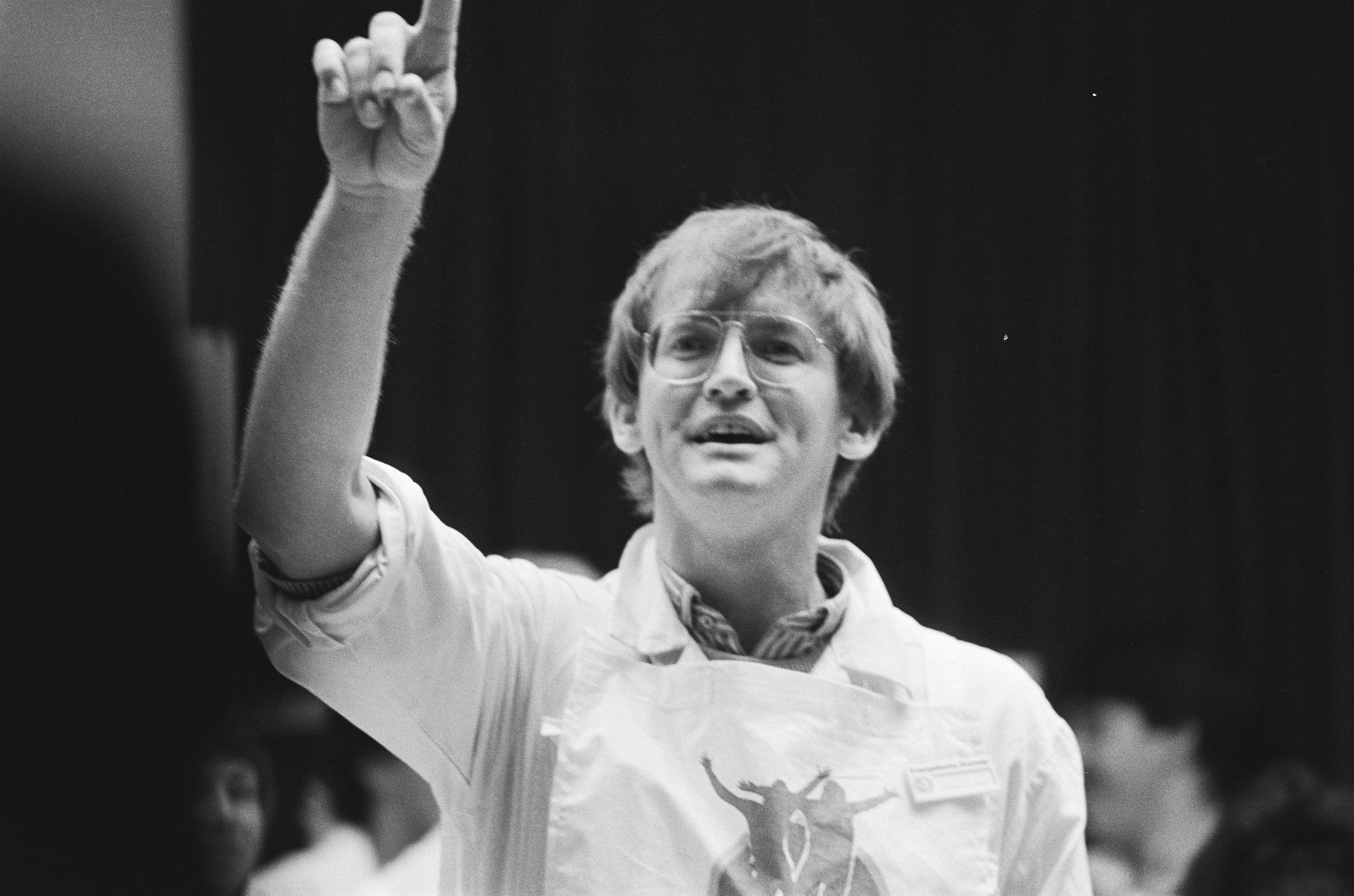
Jan van den Bosch (EO)